# Aurel Liviu Ciupe
Aurel Liviu Ciupe este un fost senator român în legislatura 1996-2000 ales în județul Bistrița-Năsăud pe listele partidului PD. Ciupe a demisionat din Senat pe data de 1 iunie 1998 iar  la data de 18 iunie 1998 a fost înlocuit de senatorul Ioan Mircea Prahase. În cadrul activității sale parlamentare, Aurel Liviu Ciupe a fost membru în grupurile parlamentar de prietenie cu Republica Armenia, Republica Franceză-Senat și Republica Slovacă.  Aurel Liviu Ciupe a fost membru în comisia economică, industrii și servicii. 